# Meligethes tristis
Meligethes tristis är en skalbaggsart som beskrevs av Sturm 1845. Meligethes tristis ingår i släktet Meligethes, och familjen glansbaggar. Arten är reproducerande i Sverige.